# Phlox hoodii
Espèce
Phlox hoodii est une espèce de plantes à fleurs de la famille des Polémoniacées.